# Měšín
Měšín (německy Misching) je obec v okrese Jihlava v Kraji Vysočina. Leží sedm kilometrů severovýchodně od Jihlavy. Žije zde 271 obyvatel.
Obec pravděpodobně založili němečtí horníci. Prvními doloženými majiteli se stali Lichtenburkové, od nichž obec v roce 1385 koupili Sezimové z Rochova. V letech 1402 až 1848 Měšín patřil městu Jihlava. Do roku 1945 tu žilo obyvatelstvo převážně německé národnosti. Po druhé světové válce byli němečtí občané odsunuti a Měšín osídlili čeští obyvatelé.
Nachází se na náhorní plošině na toku Měšínského potoka. Na území obce se rozkládá jedenáct rybníků, z nichž je největší Prostřední rybník. Měšínem prochází silnice druhé třídy č. 352. Do jižní části katastru zasahuje dálnice D1. V obci sídlí veřejná knihovna, hostinec a několik soukromých firem. V centru stojí kaple svatého Cyrila a Metoděje. Kulturními památkami byly prohlášeny výklenková kaplička, která stojí u plotu zahrady na soukromém pozemku u silnice na Ždírec, a kříž u výjezdu z obce směrem na Jihlavu.

## Název
Jméno vesnice je v písemných pramenech doloženo až do 19. století jen německy v podobě Misching(en) (či pravopisných variantách). Německé jméno vzniklo hláskovou úpravou nedoloženého českého Měšín, jehož základem bylo osobní jméno Měša (domácká podoba jmen Mědruh, Mědrah) a které znamenalo "Měšův majetek". V češtině byly v 19. století nejprve vytvořeny tvary Myšná a Myšín, koncem 19. století pak (rekonstrukcí) Měšín.

## Historie

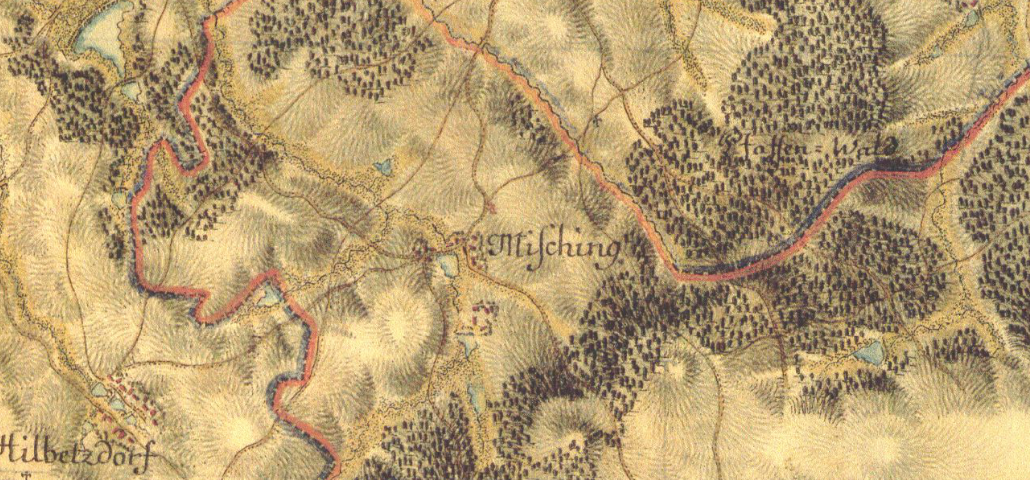
Mapa Měšína z Prvního vojenského mapování (1764)

První písemná zmínka o obci pochází z roku 1368 (Mischingen). Sídlo pravděpodobně založili němečtí horníci a obec v té době spadala pod lichtenburské panství. Podle rozložení plužin a seskupení stavení pravděpodobně Měšín vznikl jako takzvaný lesní návesní ves, což je pro tuto část Českomoravské vrchoviny typické. Vlastnictví Měšína převzali od Václava Krušiny z Lichtenburka Sezimové z Rochova 14. září 1385. V roce 1402 prodali tehdejší majitelé Jan z Rochova a jeho sestra Eliška ves Jihlavě, která Měšín spravovala až do roku 1848.
V roce 1425 tu stálo patnáct usedlostí. Spolu s Hruškovými Dvory a Henčovem patřila obec do Čech, od 13. září 1509 podle nařízení Vladislava II. odváděla dávky Moravě a po bitvě na Bílé hoře náležela k Moravě trvale. Oficiálně byl tento stav potvrzen po úpravě hranic v roce 1750. Roku 1616 tu stálo 15 usedlostí, podle lánových rejstříků z 22. října 1678 zde žilo 14 starousedlíků, z nichž bylo 13 láníků a jeden půlláník. V roce 1772 zde místní založili německou školu. Zpočátku se vyučovalo po domech, od roku 1793 sloužil k výuce obecní dům čp. 20. Podle gruntovní knihy z roku 1779 se tu nacházelo 20 domů a 3 rybníky. V roce 1823 vybudovali novou budovu pro německou školu. V letech 1850–1870 pod správu Měšína spadaly Hruškové Dvory.
V letech 1869–1950 patřil pod okres Jihlava. Domy po odsunu německých obyvatel po druhé světové válce v roce 1945 byly přiděleny českým osídlencům. V letech 1950–1961 patřil pod okres Jihlava-okolí, od roku 1961 náleží k okresu Jihlava. V 70. letech byla u obce postavena dálnice D1 a zrušen pionýrský tábor. V 90. letech obec nechala vyměnit vodovodní trubky a postavila dětské a sportovní hřiště. V roce 2001 proběhla plynofikace. Nová výstavba z počátku 21. století vzniká především okolo Měšínského potoka směrem k dálnici D1 a západně od obce za původní zástavbou.

## Geografie
Obec Měšín leží osm kilometrů jihozápadně od Polné a sedm kilometrů severozápadně od krajské Jihlavy. Je situována na moravské straně bývalé zemské hranice. Rozloha katastru obce činí 7,08 km², z toho zaujímá orná půda 3,97 km², zahrady 0,04 km², trvalé travní porosty 1,03 km², lesní půda 1,47 km², vodní plochy 0,19 km², zastavěné plochy 0,05 km² a ostatní plochy 0,33 km². Obec má jedno katastrální území s názvem Měšín.

### Geologická stavba, reliéf a půdy
Měšín leží na náhorní plošině. Z geologického hlediska je území součástí Českého masivu. Z hornin převažuje pararula, migmatit a sprašová hlína. Geomorfologicky je oblast součástí Hornosázavské pahorkatiny a jejího podcelku Jihlavsko-sázavské brázdy, v jehož rámci spadá pod geomorfologický okrsek Jihlavská kotlina. Průměrná nadmořská výška činí 510 metrů. Nejvyšší bod (552,4 m n. m.) leží na okraji Zeleného lesa východně od obce. Nejnižší bod se nachází v centru obce u hráze rybníka na návsi v nadmořské výšce 509,29 m.
Na převážné části území se vyskytuje kambizemě, severozápadní okraje katastru pokrývají pseudoglejové a glejové půdy.

### Vodstvo a podnebí

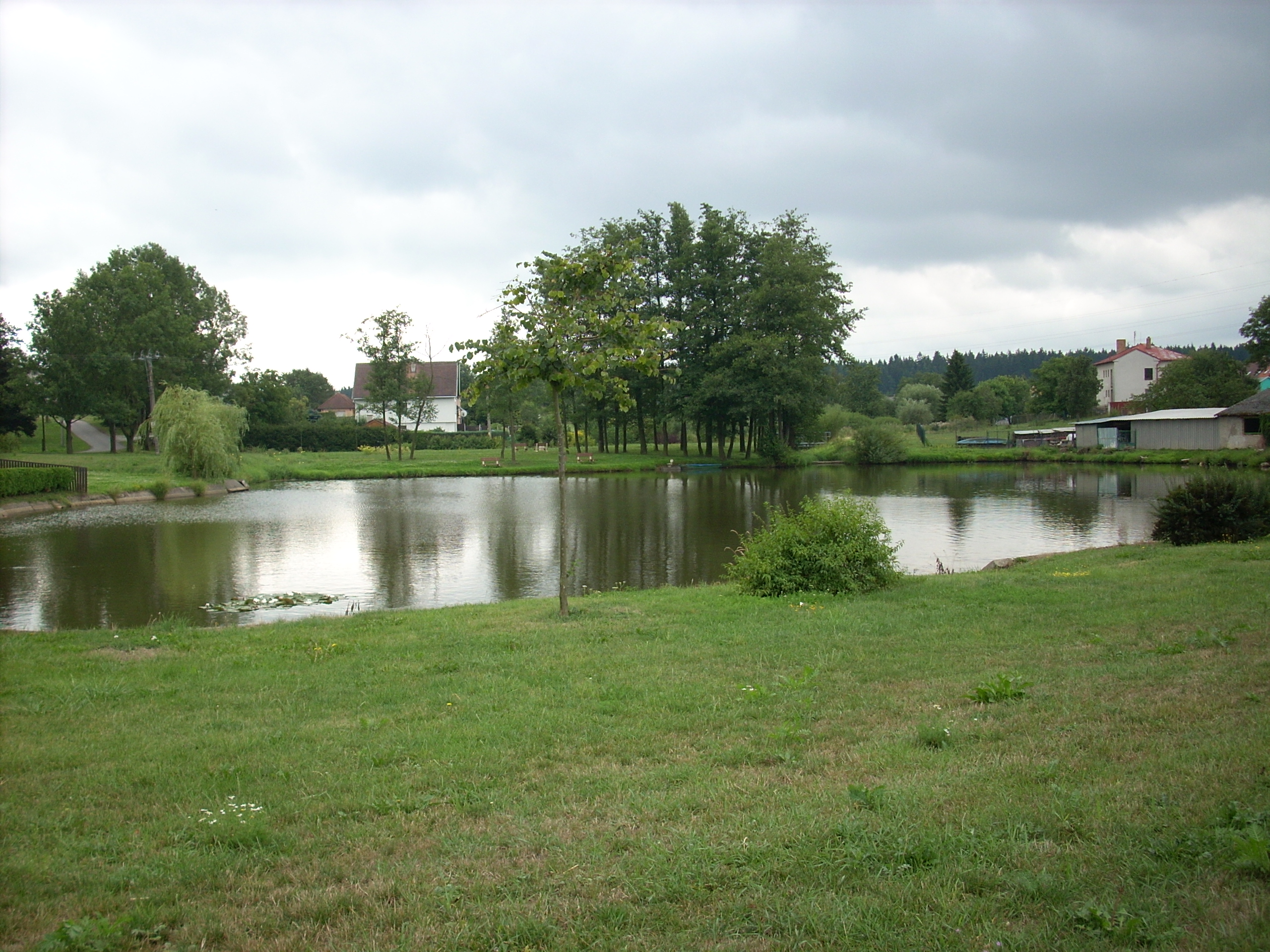
Návesní rybník na Měšínském potoce

Měšínem protéká Měšínský potok, který pramení ve Špitálském lese jižně od obce a ve Stříteži se vlévá do Zlatého potoka. Území obce tak patří k úmoří Severního moře. Celkově se na katastru obce vyskytuje jedenáct rybníků. Měšínský potok postupně protéká rybníky U Stěny, Prostředním, Přibylovým a Návesním. Do Návesního rybníka vtéká potůček, jehož vody rozšiřují tři bezejmenné rybníky. Severně za obcí do Měšínského potoka přitéká tok z dalšího rybníka. Rozlohou největší je Prostřední rybník, který se nachází v blízkosti dálnice D1 na Měšínském potoce. Rybníky povětšinou slouží k chovu ryb.
V rámci Quittovy klimatické klasifikace se řadí do mírně teplé oblasti MT3, podle Atlasu podnebí ČSR z roku 1958 do okrsku B5 a dle Köppenovy klasifikace podnebí k vlhkému kontinentálnímu podnebí. Dle údajů z nejbližší meteorologické stanice v Přibyslavi činí průměrná roční teplota 6,8 °C a průměrné srážkový úhrn dosahuje hodnoty 692 mm/rok. Průměrný roční sluneční svit je 1613 hodin.

### Flora a fauna
V rámci biogeografického členění se řadí k provincii středoevropských listnatých lesů, Hercynské podprovincii, Havlíčkobrodskému bioregionu. Území se nalézá ve fytogeografickém obvodu Českomoravského mezofytika, v okrese 67 Českomoravská vrchovina. Lesy v katastrálním území obce Měšín náleží do přírodní lesní oblasti 16 – Českomoravská vrchovina. Obec obklopují jehličnaté, místy také smíšené lesy. Dříve převažovaly buky a jedle, avšak vlivem lesního hospodářství převládá smrk ztepilý. Na východním okraji katastru se rozkládá Zelený les, jižně Špitálský les a severně Panský les. Potenciálně přirozenou vegetací je biková bučina. Krajinu tvoří pole a louky s trvalým travním porostem. Podél vodních toků rostou olšiny (Alnus) s bledulemi jarními (Leucojum vernum). V lesích se vyskytují borůvky (Vaccinium myrtillus), violky lesní (Viola reichenbachiana) či kapraď samec (Dryopteris filix-mas). Jeden kilometr jihozápadně od obce v nivních loukách Měšínského potoka rostou vrba pětimužná (Salix pentandra), mochna bahenní (Potentilla palustris) a suchopýr úzkolistý (Eriophorum angustifolium).
V okolních lesích žijí srnci obecní (Capreolus capreolus) či divočáci (Sus scrofa), z šelem pak kuny lesní (Martes martes) a lišky obecné (Vulpes vulpes). V lesích hnízdí datli černí (Dryocopus martius), žluny šedé (Picus canus), sýkory (Parus), pěnice (Sylvia) či drozdi zpěvní (Turdus philomelos), z dravých ptáků se objevují káně lesní (Buteo buteo). Na vlhkých loukách jsou zastoupeny běžné druhy plazů a obojživelníků, např. zmije obecné (Vipera berus), ještěrky živorodé (Zootoca vivipara), skokani (Rana), ropuchy obecné (Bufo bufo) či čolci (Triturus). U vodních toků žijí typické druhy ryb a rovněž skokani hnědí (Rana temporaria) a mloci skvrnití (Salamandra salamandra). Na rybnících sídlí kachny divoké (Anas platyrhynchos) či lysky černé (Fulica atra). V rybníce U Stěny se vyskytuje čolek velký (Triturus cristatus) a čolek horský (Triturus alpestris). Na katastrálním území Měšína se nenachází žádné zvláště chráněné území ani památný strom.

## Obyvatelstvo

### Struktura
Dle sčítání lidu v roce 2011 žilo v Měšíně trvale 229 osob, z toho 118 žen. Celkem 148 občanů se hlásilo k české národnosti, 80 obyvatel národnost neuvedlo. V minulosti v Měšíně převažovalo obyvatelstvo hlásící se k německé národnosti. Roku 1880 zde žilo 212 Němců oproti 59 Čechům, v roce 1900 šlo o 265 obyvatel, z nichž se 224 hlásilo k německé národnosti, a v roce 1930 tu bydlelo celkem 246 osob, z nichž bylo 218 Němců a 28 Čechů.
Původní němečtí obyvatelé a jejich potomci se do obce vracejí, místní je zprvu přijímali s nedůvěrou. Společně uspořádali mši před návesní kaplí, organizují výměnné pobyty mládeže a přispěli například na opravu kaple.
| Počet    | 1794 | 1842 | 1850 | 1869 | 1880 | 1890 | 1900 | 1910 | 1921 | 1930 | 1950 | 1961 | 1970 | 1980 | 1991 | 2001 | 2011 | 2021 |
| -------- | ---- | ---- | ---- | ---- | ---- | ---- | ---- | ---- | ---- | ---- | ---- | ---- | ---- | ---- | ---- | ---- | ---- | ---- |
| obyvatel | 178  | 216  | 295  | 247  | 271  | 272  | 265  | 243  | 263  | 246  | 184  | 160  | 156  | 152  | 167  | 187  | 229  | 266  |
| domů     | 23   | 30   | 31   | 31   | 32   | 32   | 33   | 33   | 36   | 39   | 41   | 36   | 38   | 39   | 43   | 53   | 58   | 69   |

### Náboženský život

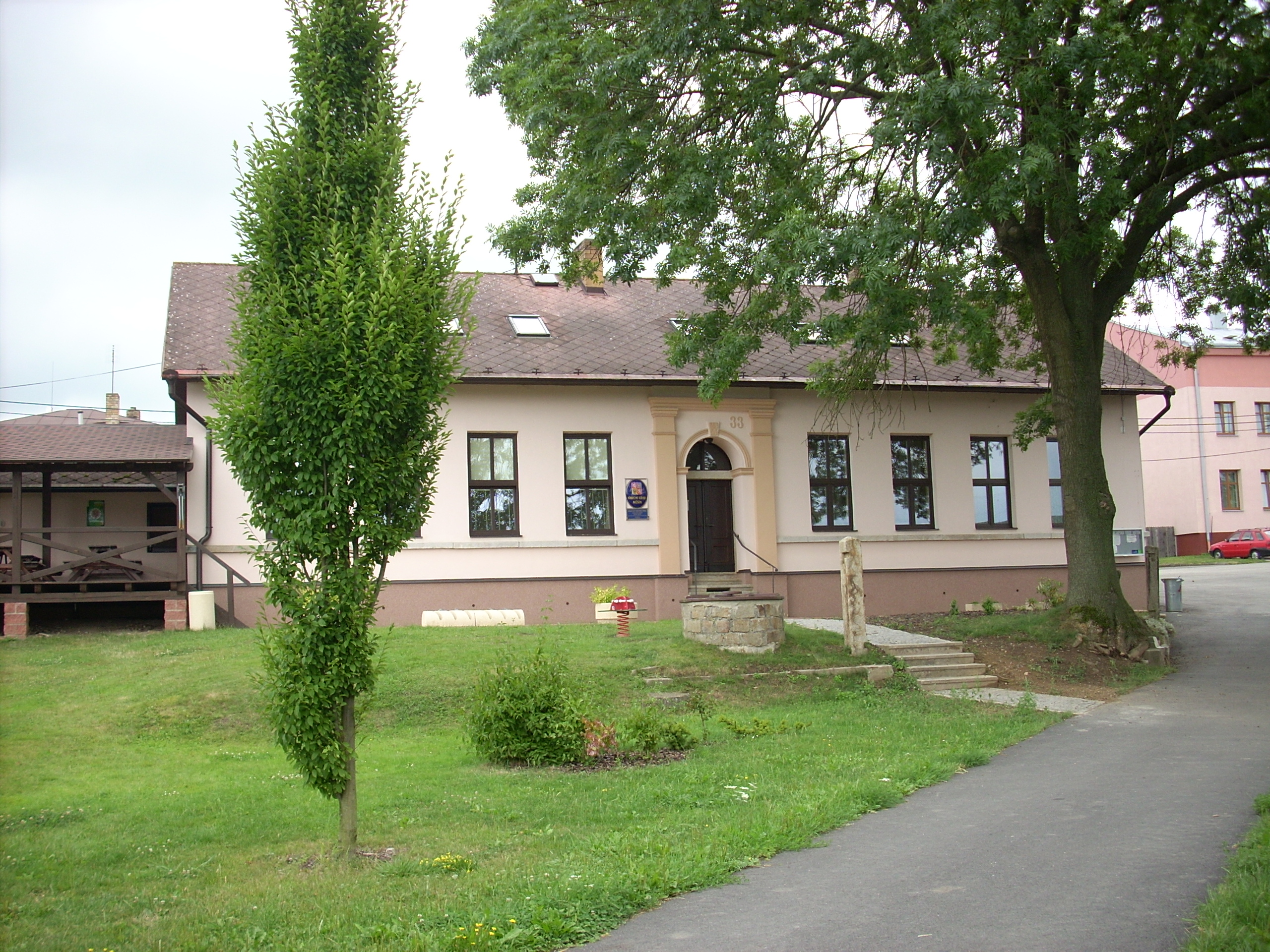
Budova bývalé školy sloužící jako obecní úřad, knihovna a hostinec

Obec spadá pod římskokatolickou farnost Ždírec, která náleží do děkanství polenského a královéhradecké diecéze. Farnost nemá kněze, duchovní správu vykonává děkan polenské farnosti Zdeněk Krček. Farním kostelem je kostel svatého Václava ve Ždírci. Podle cenzu z roku 2011 se k víře hlásí 34 z 229 osob, z toho se 29 lidí hlásilo k římskokatolické církvi. Čtyři věřící své vyznání neuvedli, 51 osob bylo bez náboženské víry. V roce 1930 zde žilo 244 katolíků a dva evangelíci.

## Obecní správa a politika
Od 1. ledna 1989 do 30. června 1990 byl Měšín místní částí města Jihlava. Od 1. července 1990 je opět samostatnou obcí spadající pod okres Jihlava.

### Politika
Obec má pětičlenné zastupitelstvo, v jehož čele stojí starosta. Od roku 2006 tuto funkci vykonává nestraník Aleš Lancman.
| Období    | Voliči | Účast v % | Mandáty | Výsledky                         | Starosta     |
| --------- | ------ | --------- | ------- | -------------------------------- | ------------ |
| 2002–2006 | 148    | 61,49     | 7       | 7 Sdružení nezáv.kandidátů       | Josef Vácha  |
| 2006–2010 | 151    | 64,90     | 5       | 5 NEZÁVISLÍ                      | Aleš Lancman |
| 2010–2014 | 152    | 58,55     | 5       | 5 Sdružení nezávislých kandidátů | Aleš Lancman |
| 2014–2018 | 180    | 67,78     | 7       | 7 SNK pro Měšín                  | Aleš Lancman |

Měšín je členem Dobrovolného svazku obcí Mikroregionu Polensko a Místní akční skupiny Českomoravské pomezí.

### Obecní symboly
Dne 25. dubna 2018 bylo schváleno usnesením výboru pro vědu, vzdělání, kulturu, mládež a tělovýchovu udělení znaku a vlajky obce. Znak tvoří červeno-modrý, polcený štít, na něm dva stříbrné odkloněné obilné klasy s listem, nad nimi stříbrný list jírovce. Vlajkou obce je modrý list o poměru stran 2:3, se žerďovým červeným pruhem o šířce 1/3 délky listu. Na jejich styku je úmístěn nahoře bílý list jírovce, dole dva bílé, vyrůstající, odkloněné, obilné klasy s listem.
Znak a vlajka byly obci uděleny rozhodnutím předsedy Poslanecké sněmovny Parlamentu České republiky dne 3. května 2018, v roce 650. výročí první zmínky o obci. Český heraldik Jan Tejkal, autor návrhu, objevil při svém pátrání v Moravském zemském archivu pečeť obce z roku 1870. Ta zobrazovala sedláka sejícího obilí a nad ním letící dva ptáky. Motiv obilí se tak stal základem znaku, který doplnil list kaštanu, stromu rostoucího u místní kaple.

## Hospodářství a doprava

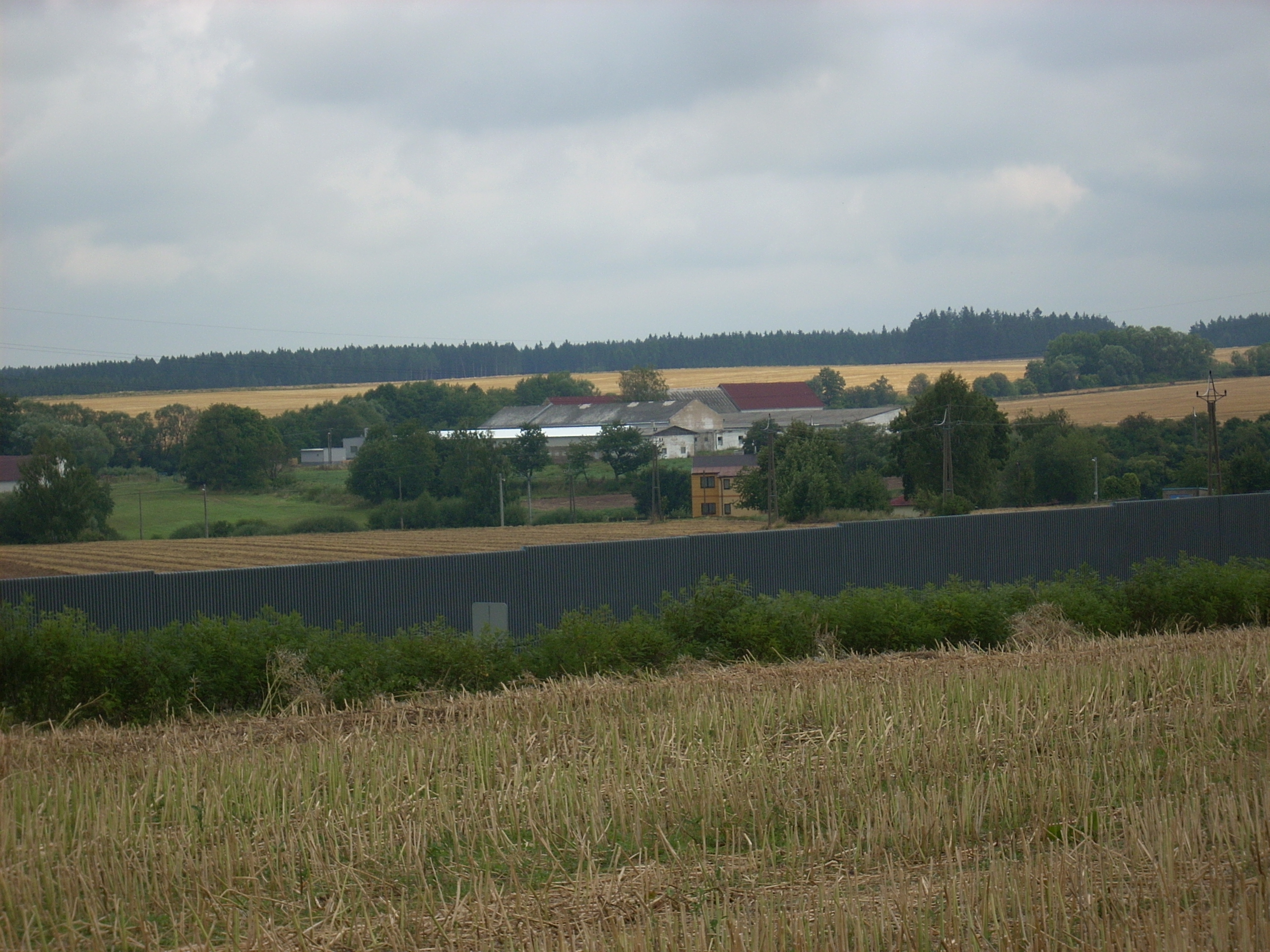
Protihluková stěna u D1, v pozadí budovy bývalého JZD

### Hospodářství
V Měšíně působí několik obchodních společností a drobných podnikatelů. K roku 2011 zde mělo sídlo 61 podnikatelských subjektů. V obci se nachází pohostinství a do dubna 2013 tu fungoval obchod se smíšeným zbožím, který nahradila pojízdná prodejna. Během let 1945–1989 zde sídlila provozovna jihlavského semenářského statku Oseva. Po roce 1989 byla půda navrácena původním vlastníkům. Působí zde firma zabývající se chovem hospodářských zvířat PROFIT, s. r. o. a továrna na výrobu obalů JN-PACK s.r.o. Soukromí zemědělci se zaměřují především na chov vepřů a rostlinnou výrobu. V obci má sídlo také několik živnostníků, malíř, stavebníci a autoopravář. Sídlil tu pionýrský tábor, který musel být zrušen kvůli stavbě dálnice D1.

### Doprava
Obcí prochází silnice druhé třídy II/352 z Jihlavy na Polnou. Jižní částí katastru prochází dálnice D1, okolo níž je zde vybudována protihluková stěna. Půl kilometru za obcí směrem na Jihlavu se nachází mimoúrovňová křižovatka přes dálnici D1 na jejím 114. kilometru. Dopravní obslužnost obce je zajišťována silniční autobusovou dopravou dvou dopravců, ICOM Transport Jihlava a ZDAR. Autobusy jezdí ve směrech na Jihlavu, Polnou a Žďár nad Sázavou. Nejbližší železniční stanice se nachází v Jihlavě či šest kilometrů vzdálené Stříteži. Obcí prochází cyklistická trasa č. 16 ze Slavonic do Přibyslavi, jižní částí katastru podél Špitálského lesa vede modře značená turistická trasa a stojí tu 44. zastávka turistické trasy Stříbrné pomezí.

## Školství, kultura a sport

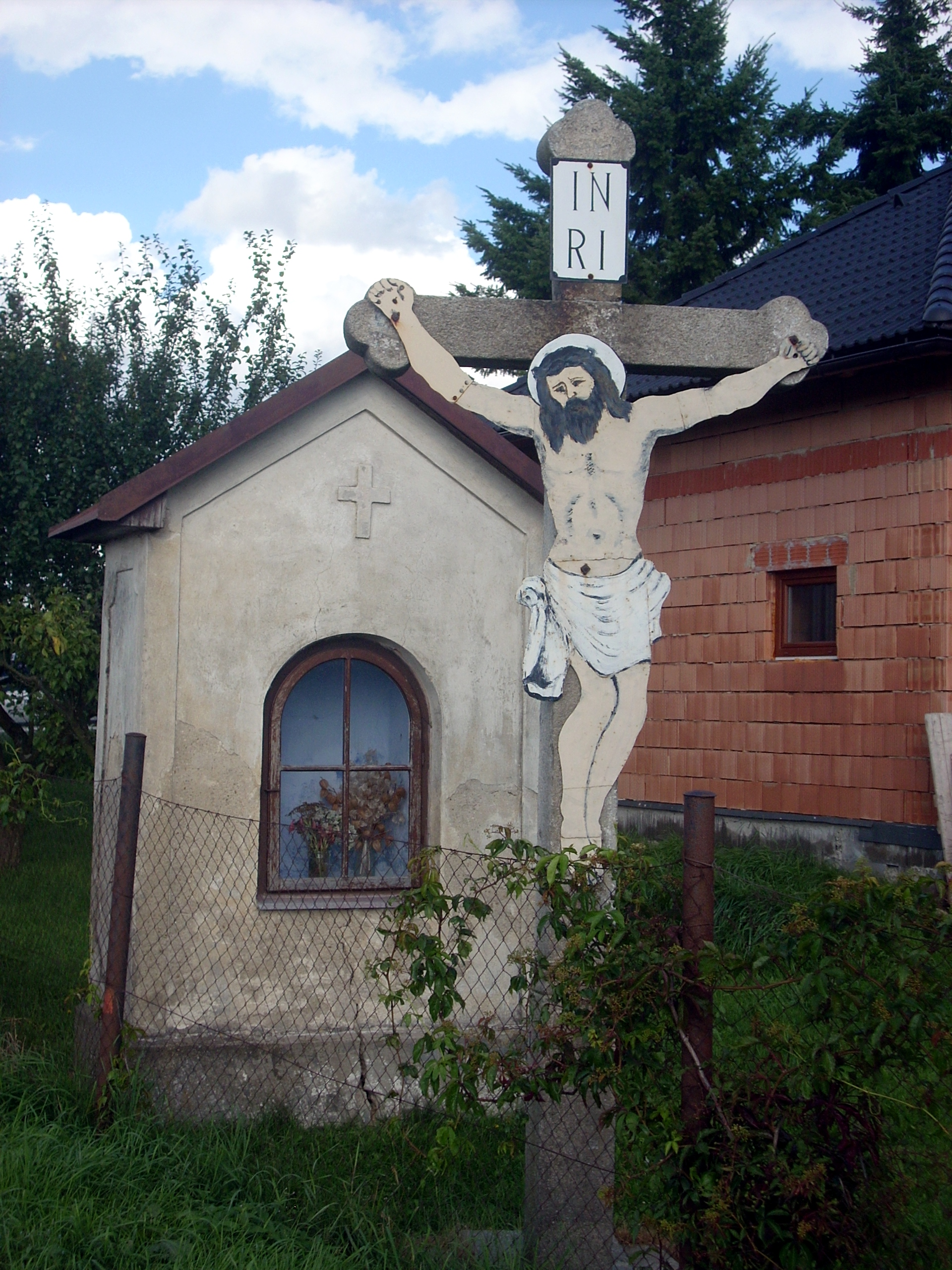
Výklenková kaplička s krucifixem u silnice na Ždírec

První německá škola zde vznikla v roce 1772, zpočátku se učilo tzv. pořídkou. Od roku 1793 k výuce sloužil dům čp. 20. V roce 1823 byla postavena budova pro německou školu. Roku 1900 do jednotřídní německé školy docházelo 47 žáků. Od začátku 20. století tu fungovala i česká škola. Od 70. let 20. století děti dojíždějí do základních škol v Dobroníně a Jihlavě. Budova bývalé školy stojí v centru obce a slouží jako obecní úřad, veřejná knihovna a sál místního hostince, v horním patře se nachází byty. U autobusové zastávky stávala hasičská zbrojnice místního hasičského sboru, v roce 2012 byla zbořena. V západní části obce stojí fotbalové hřiště, kde místní SK Měšín hraje skupinu B III. třídy mužů v okrese Jihlava. Dále zde funguje spolek rybářů a místní sdružení myslivců.

## Pamětihodnosti
- Kaple svatého Cyrila a Metoděje stojí na návsi pod starým kaštanem. Jednoduchá obdélníková stavba s bílošedou omítkou a hnědou oplechovanou střechou, v jejímž středu je zasazena cibulovitá věž se zvonem, pochází z roku 1770. V kapli stála soška světce, která byla kvůli bezpečnosti přemístěna na obecní úřad. V kapli je vystavována pouze při slavnostních příležitostech.[43] V kapličce stojí barokní socha Ježíše Krista.[26]
- Výklenková kaple se nachází v zahradě u plotu na soukromém pozemku u silnice směrem na Ždírec. Obdélníková poklona o výšce 2,5 metru má bílou omítku a sedlovou oplechovanou stříšku. Před kapličkou stojí kamenný kříž s krucifixem. Datum výstavby není znám. Pravděpodobně se jedná o kapli, kterou podle farní kroniky v roce 1795 nechal postavit zdejší sedlák Johann Böhm na místě původní kaple. Památka je ve špatném technickém stavu.[44] Kulturní památkou se stala před rokem 1988.
- Krucifix s nápisem Pochválen buď Ježíš Kristus stojí pod stromy u silnice směrem na Jihlavu. Kulturní památkou se stal před rokem 1988.
- Kříž z roku 1887 se nachází na návsi u domu čp. 8.